# Movimiento de Unificación Socialista Proletario
El Movimiento de Unificación Socialista Proletario (MUSP), fue un grupo autodefinido leninista, con influencias trotskistas, creado en el año 1965, en Montevideo, Uruguay.
Su surgimiento está vinculado a la escisión de un grupo de militantes del Partido Socialista del Uruguay, durante su Congreso en noviembre del año 1965, con influencia en los sindicatos bancarios (AEBU) y de la Federación ANCAP. 